# Virge Naeris
Virge Naeris (ur. 12 grudnia 1969 w Tallinnie) – estońska lekkoatletka.
Treningi lekkoatletyczne rozpoczęła w czwartej klasie szkoły podstawowej, jej trenerami w czasie kariery byli Reet Kaarneeme, Sven Andresoo, Rein Soku i Jaak Uudmäe. W 1993 roku zdobyła dwa medale igrzysk bałtyckich: złoty w skoku w dal z wynikiem 6,22 m oraz brązowy w biegu na 100 m przez płotki z czasem 13,97 s. W 1994 roku wzięła udział w halowych mistrzostwach Europy, na których zajęła 11. miejsce w trójskoku i 14. w skoku w dal, a także w mistrzostwach 
Europy na stadionie, na których uplasowała się na 13. pozycji w skoku w dal i 20. w trójskoku. W 1995 roku wystartowała na halowych mistrzostwach świata, na których była jedenasta w trójskoku i szesnasta w skoku w dal, a także w mistrzostwach świata na stadionie, na których uplasowała się na 17. pozycji w trójskoku. W 1996 roku wystąpiła na igrzyskach olimpijskich, na których zajęła 14. miejsce w trójskoku z wynikiem 14,00 m i 26. w skoku w dal z wynikiem 6,26 m. W tym samym roku była także piąta w trójskoku na halowych mistrzostwach Europy z wynikiem 14,05 m. W 1998 roku zajęła 18. miejsce w trójskoku na mistrzostwach Europy.
W latach 1987–2000 reprezentowała Estonię w 46 meczach międzypaństwowych. Została uznana najlepszą lekkoatletką roku w Estonii w 1993, 1994, 1995, 1996 i 1998. Mistrzyni Estonii w skoku w dal z lat 1992–1994 i 1998, trójskoku z lat 1993, 1998 i 1999, skoku wzwyż z 1992 i 1994 roku, siedmioboju z lat 1992, 1993 i 1998 oraz biegu na 100 m przez płotki z 1993 roku, a także halowa mistrzyni kraju w trójskoku z 1994, 1996 i 2000 roku, skoku w dal z 1993, 1994, 1996 i 2000 roku, skoku wzwyż z 1993 roku i pięcioboju z 2000 roku.
W 1994 roku ukończyła studia na wydziale wychowania fizycznego Uniwersytetu Pedagogicznego w Tallinnie. Po zakończeniu kariery została nauczycielką jogi i qigong. W 2006 roku została kapitanem klubu golfowego w Tallinnie. Jest mężatką, ma syna Marka. W 2011 roku została członkinią zarządu Hingel Group OÜ.
Rekordy życiowe:
- trójskok – 14,19 m (Pietersburg, 3 kwietnia 1996), dawny rekord Estonii[19][20]
- skok w dal – 6,63 m[1]
- skok wzwyż – 1,84 m (Haapsalu, 18 sierpnia 1996)[21]